# Resende (Brazilië)
Resende is een gemeente gelegen in het westen van de Braziliaanse deelstaat Rio de Janeiro. De gemeente ligt op circa 146 km van de stad Rio de Janeiro en bestaat uit de stad Resende en de onderdelen Agulhas Negras, Engenheiro Passos, Fumaça, Pedra Selada en Visconde de Mauá. Het bevindt zich in de Vale do Paraíba op de grens met de staten São Paulo en Minas Gerais en wordt doorsneden door de rivier Paraíba.

## Geschiedenis
Het grondgebied van Resende werd oorspronkelijk door Puris-Indianen bewoond die het gebied Timburibá noemden. Na de komst van de Portugezen in de zestiende eeuw werden zij gedwongen zich elders te vestigen. Van kolonisatie van het gebied door de Portugezen was er aanvankelijk geen sprake. In 1744 kwam daar verandering in, toen op het grondgebied van de gemeente het gehucht Nossa Senhora da Conceição do Campo Alegre da Paraíba Nova werd gesticht. Bijna zestig jaar later, op 29 september 1801, werd het gehucht verheven tot de rang van dorp onder de naam Resende. Nadien groeide het dorp waarna het in 1844 stadsrechten verkreeg.

## Economie
De economie van Resende is gebaseerd op de handel, de industrie, de landbouw en het toerisme.
Handel
De detailhandelsector is voornamelijk geconcentreerd in de wijken Manejo en Centro (= Centrum). In de laatstgenoemde wijk zijn de meeste banken gevestigd. Voorts is er sinds 1985 een winkelcentrum (Resende Shopping) in het centrum van de stad.
Industrie
De industrie in Resende richt zich voornamelijk op het produceren van auto's en vrachtwagens (vestigingen van PSA Peugeot Citroën, Volkswagen en Toyota) voor zowel de Braziliaanse markt als het buitenland. Na de auto-industrie is de chemische industrie (Clariant, Michelin en het uranium verwerkingsbedrijf Indústrias Nucleares do Brasil) de voornaamste industrie in de gemeente. Voorts zijn er onder andere vestigingen van Novartis en van het Braziliaanse staalconcern Grupo Votorantim.
Landbouw
Resende is vanouds een producent van koffie en produceert daarnaast onder meer kersen. Onderdeel van de landbouw in Resende is tevens de veehouderij. In de coöperatie Cooperativa Agropecuária de Resende worden honderdduizend liters melk per dag geproduceerd en gepasteuriseerd.
Toerisme
Toeristische trekpleisters in Resende zijn onder meer de plaats Visconde de Mauá en de hacienda's uit de koloniale periode. Daarnaast richt het toerisme zich naar de nabij de gemeente gelegen berg Agulhas Negras, Nationaal park Itatiaia en ecologisch park Penedo. Het jaarlijks in september georganiseerde landbouw- en veeteelt-evenement EXAPICOR met onder meer muzikale optredens van gerenommeerde Braziliaanse artiesten trekt bezoekers van zowel binnen als buiten de gemeente.

## Onderwijs
Er zijn tientallen scholen voor basis en voortgezet onderwijs in Resende gevestigd, waaronder het Dom Bosco-college, het Colégio Salesiano en het Colégio Santa Angela. Daarnaast is er voor hoger onderwijs een vestiging van UNESA in de stad. Ten behoeve van hoger beroepsonderwijs is er de militaire academie AMAN.

## Transport & Logistiek
De stad is opgenomen in de snelweg Presidente Dutra en vanaf het Station van Resende zijn er busverbindingen naar onder meer Itatiaia, Rio de Janeiro, São José dos Campos, São Paulo en Volta Redonda. Tevens zijn er vanuit het station busverbindingen naar de verschillende delen van de gemeente. Voorts is Resende verbonden met de haven van Angra dos Reis en is er een klein vliegveld in de stad gevestigd.

## Bezienswaardigheden
- Academia Militar das Agulhas Negras, militaire academie
- Igreja Matriz de Resende, kerkgebouw uit 1747 in het oude centrum van de stad
- Museu de Arte Moderna, museum voor moderne kunst
- Ponte Velha (= 'Oude Brug'), voetgangersbrug die in 1905 werd gebouwd nadat het werd overgebracht vanuit België
- Visconde de Mauá, groen gebied in de gemeente Resende

## Geboren
- Adriana Samuel (1966), volleyballer en beachvolleyballer
- Maria Antonelli (1984), beachvolleyballer